# Група 10 періодичної системи елементів
| H  |    |    |    |    |    |    |    |    |    |    |    |     |    |     |     |     | He  |  |
| Li | Be |    |    |    |    |    |    |    |    |    |    | B   | C  | N   | O   | F   | Ne  |  |
| Na | Mg |    |    |    |    |    |    |    |    |    |    | Al  | Si | P   | S   | Cl  | Ar  |  |
| K  | Ca | Sc | Ti | V  | Cr | Mn | Fe | Co | Ni | Cu | Zn | Ga  | Ge | As  | Se  | Br  | Kr  |  |
| Rb | Sr | Y  | Zr | Nb | Mo | Tc | Ru | Rh | Pd | Ag | Cd | In  | Sn | Sb  | Te  | I   | Xe  |  |
| Cs | Ba | *  | Hf | Ta | W  | Re | Os | Ir | Pt | Au | Hg | Tl  | Pb | Bi  | Po  | At  | Rn  |  |
| Fr | Ra | ** | Rf | Db | Sg | Bh | Hs | Mt | Ds | Rg | Cn | Uut | Fl | Uup | Uuh | Uus | Uuo |  |
| -- | -- | -- | -- | -- | -- | -- | -- | -- | -- | -- | -- | --- | -- | --- | --- | --- | --- |  |
|    |    |    |    |    |    |    |    |    |    |    |    |     |    |     |     |     |     |  |
|    |    | *  | La | Ce | Pr | Nd | Pm | Sm | Eu | Gd | Tb | Dy  | Ho | Er  | Tm  | Yb  | Lu  |  |
|    |    | ** | Ac | Th | Pa | U  | Np | Pu | Am | Cm | Bk | Cf  | Es | Fm  | Md  | No  | Lr  |  |

| Група 10 періодичної таблиці |

Підгрупа нікелю — хімічні елементи 10-ї групи періодичної таблиці хімічних елементів (за застарілою класифікацією — елементи побічної підгрупи VIII групи).
У групу входять нікель Ni, паладій Pd і платина Pt. На підставі електронної конфігурації атома до цієї ж групи належить і елемент дармштадтій Ds, штучно синтезований 9 листопада 1994 року в Центрі досліджень важких іонів (нім. Gesellschaft für Schwerionenforschung, GSI), Дармштадт, С. Хофман, В. Нінов, Ф. П. Хессбергером, П. Армбрустером, Х. Фолгером, Г. Мюнценбергом, Х. Шоттом та іншими. Новий елемент було отримано у реакції злиття атомів нікелю і свинцю у результаті бомбардування свинцевої мішені іонами нікелю, прискореними у прискорювачі іонів UNILAC у GSI.

## Властивості
Два елементи групи — паладій і платина — відносяться до сімейства платинових металів. Як і в інших групах, члени 10 групи елементів проявляють закономірності електронної конфігурації, особливо зовнішніх оболонок, внаслідок чого у елементів цієї групи проявляється подібність фізичних властивостей і хімічного поведінки:
Деякі властивості елементів 10 групи
| Атомний номер | Хімічний елемент | Електронна оболонка     | Атомний радіус, нм | p, г/см³ | t пл , °C | t кип , °C | ЕО   |
| ------------- | ---------------- | ----------------------- | ------------------ | -------- | --------- | ---------- | ---- |
| 28            | нікель           | 2, 8, 16, 2             | 0,124              | 8,9      | 1453      | 2730       | 1,91 |
| 46            | паладій          | 2, 8, 18, 18            | 0,137              | 12,0     | 1554      | 2937       | 2,20 |
| 78            | платина          | 2, 8, 18, 32, 17, 1     | 0,139              | 21,4     | 1769      | 3800       | 2,28 |
| 110           | дармштадтій      | 2, 8, 18, 32, 32, 17, 1 |                    |          |           |            |      |

Метали 10 групи мають колір від білого до світло-сірого та сильно блищать, володіють стійкістю до потьмяніння (окиснення) при нормальних умовах, дуже ковкі, мають ступінь окиснення від +2 до +4, а при спеціальних умовах +1. Існування стану +3 дискутується, оскільки такий стан може бути ілюзорним, створеним станами +2 і +4. Теорія припускає, що метали групи 10 можуть за певних умов мати ступінь окиснення +6, але це ще належить довести остаточно в лабораторних дослідах.

## Історія
Нікель (англ., франц. та нім. Nickel) відкрито у 1751 році. Однак задовго до цього саксонські гірники добре знали руду, яка зовні схожа на мідну руду і застосовувалася у скловарінні для фарбування скла у зелений колір. Паладій відкрито англійським хіміком Вільямом Волластоном (William Hyde Wollaston) у 1803 році. Волластон виділив його з платинової руди, привезеної з Південної Америки. Платина була невідома e Європі до XVIII століття. Вперше у чистому вигляді з руд платина була отримана англійським хіміком В. Волластоном у 1803 році. У Новому Світі платина відома з найдавніших часів. Про існування білого металу з Південної Америки писав ще в 1557 італійський учений Ю. Скалігер, проте вперше дав досить докладний опис платини (назву якої можна перекласти як  «погане срібло»), зазначивши її виняткову тугоплавкість і трудність виділення з порід іспанський вчений, адмірал Антоніо де Ульоа у 1742 році. У більших кількостях платина вивезена з Америки першими конкістадорами на початку XVIII ст.
Тривалий час платина не знаходила застосування. В середині XVIII сторіччя фальшивомонетники виявили, що платина досить легко сплавляється із золотом і сплав майже не відрізняється від золота за густиною. Іспанський уряд заборонив спочатку ввезення платини до країни, а потім і її видобуток у іспанських колоніях Південної Америки: відділений від золота та срібла метал належало топити у глибоких місцях річки.

## Поширення у природі та біосфері
Нікель досить поширений у природі — його масовий вміст у земній корі становить близько 0,01%. У земній корі зустрічається тільки у зв'язаному вигляді, у залізних метеоритах міститься самородний нікель (до 8%). Паладій — один з найбільш рідкісних елементів, його середня концентрація у земній корі 1 × 10-6% за масою. Платина теж один із найрідкісніших елементів, його середня концентрація у земній корі 5 × 10-7% за масою. Обидва метали зустрічаються у самородному вигляді, у вигляді сплавів і сполук.
Нікель належить до числа мікроелементів, необхідних для нормального розвитку живих організмів. Відомо, що нікель бере участь у ферментативних реакціях у тварин і рослин. В організмі тварин він накопичується в ороговілих тканинах, особливо у пір'ї. Підвищений вміст нікелю у ґрунтах призводять до ендемічним захворюванням — у рослин з'являються потворні форми, у тварин — захворювання очей, пов'язані з накопиченням нікелю у рогівці.

## Застосування
Нікель є основою більшості суперсплавів — жароміцних матеріалів, що застосовуються в аерокосмічній промисловості для деталей силових установок. Нікелювання — створення нікелевого покриття на поверхні іншого металу з метою захисту його від корозії. Виробництво залізо-нікелевих, нікель-кадмієвих, нікель-цинкових, нікель-водневих акумуляторів. Нікель широко застосовується при виробництві монет у багатьох країнах. Також нікель використовується для виробництва обмотки струн музичних інструментів.
Паладій часто застосовується як каталізатор, в основному у процесі гідрогенізації жирів і крекінгу нафти. Паладій і сплави паладію використовується в електроніці — для покриттів, стійких до дії сульфідів (перевага перед сріблом). Покриття з паладію застосовуються для нанесення на електричні контакти для запобігання іскріння. Банк Росії карбував з паладію пам'ятні монети в дуже обмеженій кількості. У деяких країнах незначна кількість паладію використовується для отримання цитостатичних препаратів — у вигляді комплексних сполук, аналогічно цис-платині.
Платина застосовується як каталізатор (найчастіше у сплаві з родієм, а також у вигляді платинової черні — тонкого порошку платини, який одержують відновленням її зі сполук). Платина застосовується у ювелірній і зуболікарській справі, а також у медицині. Платина та її сплави широко використовуються для виробництва ювелірних виробів. Щорічно світова ювелірна промисловість споживає близько 50 тонн платини. Платина, золото і срібло — основні метали, що виконують монетарну функцію. Однак платину стали використовувати для виготовлення монет на кілька тисячоліть пізніше золота і срібла. Перші у світі платинові монети були випущені і перебували в обігу у Російської імперії з 1828 по 1845 рік. Платинові монети, що випускаються різними країнами нині є інвестиційними монетами.

## Фотографії

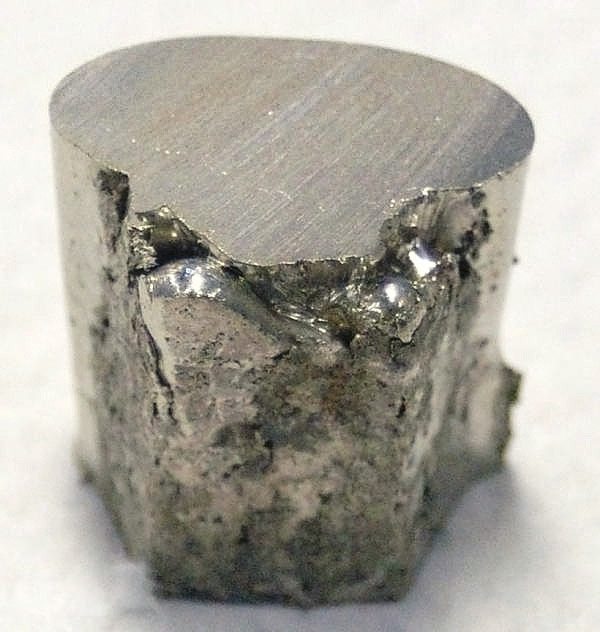
Шматок нікелю розміром близько 3 см. Сірувато-глянцевий метал.
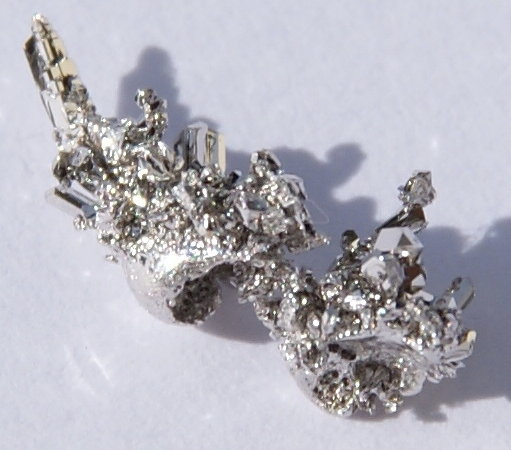
Кристал паладію. Сріблясто-білий м'який в'язкий ковкий метал.
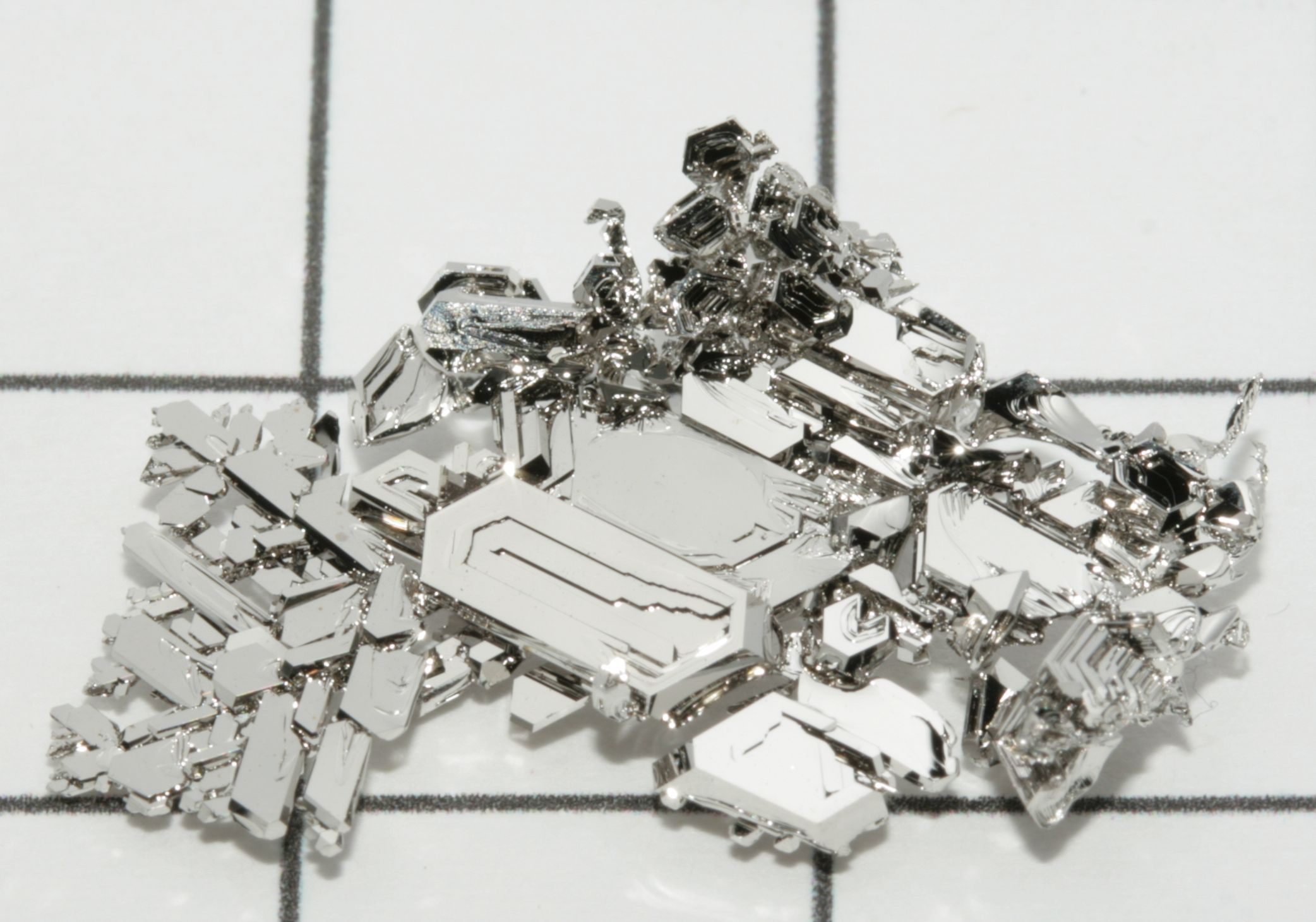
Кристали чистої платини. Важкий, м'який сріблясто-білий метал.